# Sergio Gonella
Sergio Gonella (ur. 23 maja 1933 w Asti, zm. 19 czerwca 2018) – włoski sędzia piłkarski, arbiter główny podczas turniejów finałowych mistrzostw Europy w 1976 roku i mistrzostw świata w 1978 roku.
Z zawodu był finansistą, pracował jako dyrektor banku. Od 1970 roku był sędzią światowej federacji FIFA. W 1976 roku poprowadził finał mistrzostw Europy w Belgradzie pomiędzy reprezentacją Czechosłowacji i reprezentacją Niemiec Zachodnich, zakończony sukcesem ekipy czechosłowackiej po serii rzutów karnych (w tym słynnym rzucie karnym wykonanym przez Antonina Panenkę). Był sędzią dwóch spotkań w eliminacjach mistrzostw świata 1978, a podczas samego turnieju finałowego prowadził mecz pomiędzy reprezentacją Brazylii a reprezentacją Hiszpanią oraz finał, w którym drużyna gospodarzy - reprezentacja Argentyny - zmierzyła się z reprezentacją Holandii (ponadto dwa mecze sędziował jako liniowy). Po krytyce swojej pracy podczas meczu finałowego, wygranego przez reprezentację Argentyny 3–1, wycofał się z aktywności sędziowskiej. Zasłynął także zabraniem w formie pamiątki piłki z tego spotkania, o której zwrot starali się później bezskutecznie członkowie komitetu organizacyjnego.